# Gewielieb
GEwILIEB, écrit également GERvILIUs, Gewiliob, Wieliebus fils du Gerold, n'était encore que laïque lorsqu'il le perdit. Regardant le siège de Mayence comme une portion de héritage de Gerold, il se fit ordonner précipitamment pour l'occuper.

## Biographie
L'an 744, il suivit le maire du palais d'Austrasie Carloman dans son expédition contre les Saxons. Les deux armées étant en présence des deux côtés du Weser, le prélat aperçut parmi les ennemis, sur les indices qu'on lui donna, le meurtrier de son père. Il lui fait aussitôt proposer une entrevue sous prétexte d'une affaire importante qu il avait à lui commumiquer. Le saxon, croyant n'avoir rien à craindre de la part d'un évêque, y consent. Chacun s'avance de son côté dans la rivière. Mais à peine se sont-ils salués, que le prélat tirant son épée, voilà, lui dit-il, le fer qui vengera la mort de mon père accipe quo patrem vindico ferrum; et, l'en ayant frappé incontinent, il l'étend roide mort. Ce qu'il y eut de plus remarquable, c'est que † ne lui fit un crime d'une action si noire, et qu'on lui laissa reprendre les fonctions de son ministère. Mais, l'année suivante (745), saint Boniface, légat du saint siége dans tous ces quartiers, le fit déposer dans un concile. Gervilius ne souscrivit point à ce jugement. Il appela à Rome, et se mit en marche pour s'y † Le pape Zacharie, informé de son départ par Boniface de Mayence, lui répondit : Quia sine cujuscumque consultu apud nos properat, dum advenerit, ut domino placuerit, fiet. Sa déposition fut confirmée par le pape. Latonius, dont l'autorité n'est pas trop sûre, prétend que, touché de repentir, il se consacra à une pénitence qui dura quatorze ans et finit avec ses jours l'an 765.

## Arrière-plan
À partir de 600 environ, on peut déterminer une germanisation de l'église dans l'Empire carolingien. Des aristocrates loyaux et des parents ont été nommés évêques des environs des rois francs et plus tard de leurs gouvernantes afin d'assurer les structures de pouvoir de la royauté. Particulièrement sous la gouvernante Charles Martel, on dit qu'il y avait de nombreuses occupations d'offices épiscopaux par des nobles qui n'étaient pas clerically trained. Gewiliobus et son père Geroldus appartenaient à ces aristocrates francs qui pensaient moins cléricalement que séculièrement et étaient liés au code d'honneur traditionnel de la noblesse guerrière franque.
Ce n'est qu'avec la mission en Saxe de Boniface et la réforme de l'Église impériale franconienne qu'il a menée à bien que des conflits de ce genre ont surgi avec les évêques franconiens. Boniface réussit à réduire progressivement leur influence et à aligner plus clairement l'Eglise de l'Empire franc avec Rome et le Pape.